# Avinguda de les Esfinxs de Luxor

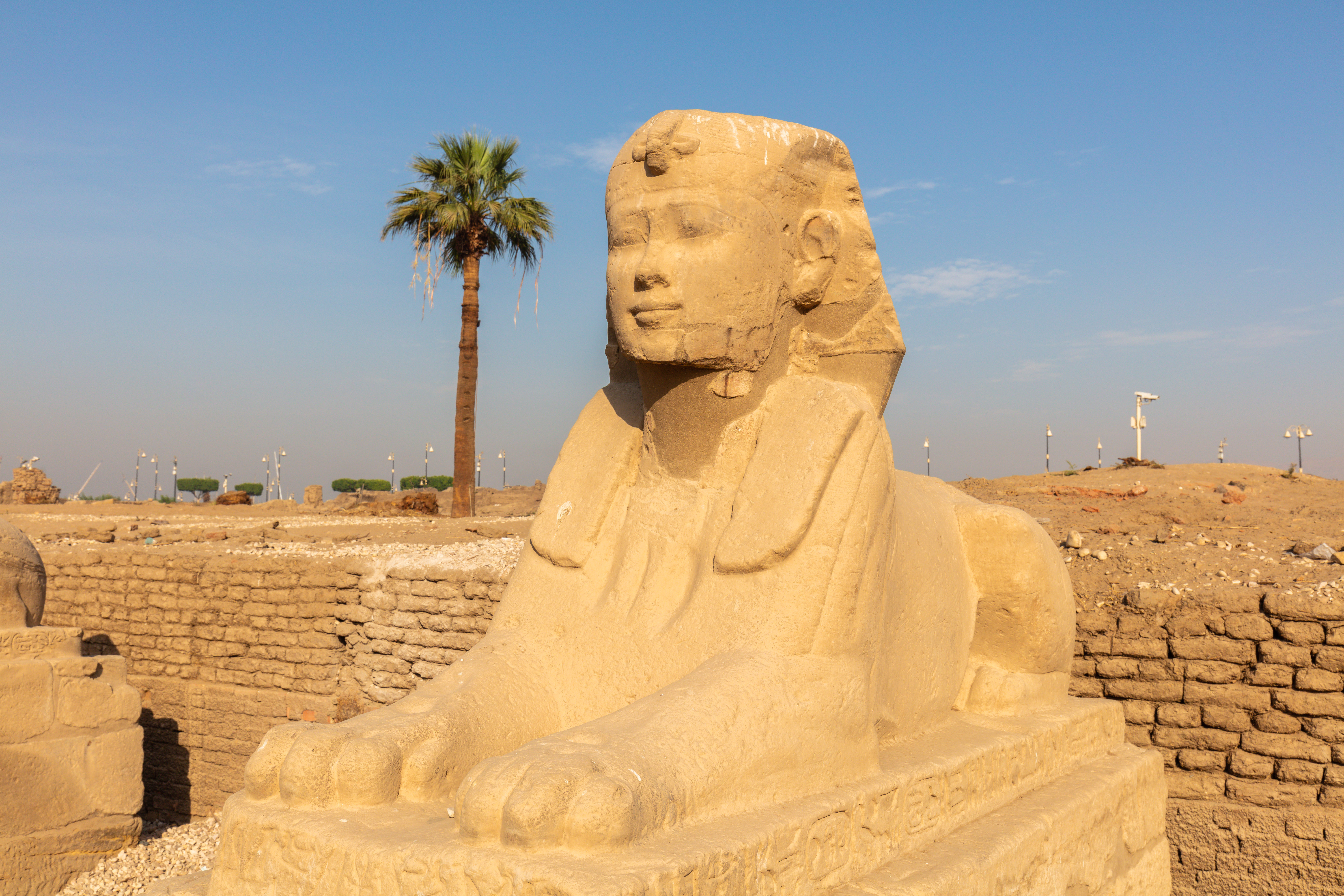
Detall d'una esfinx

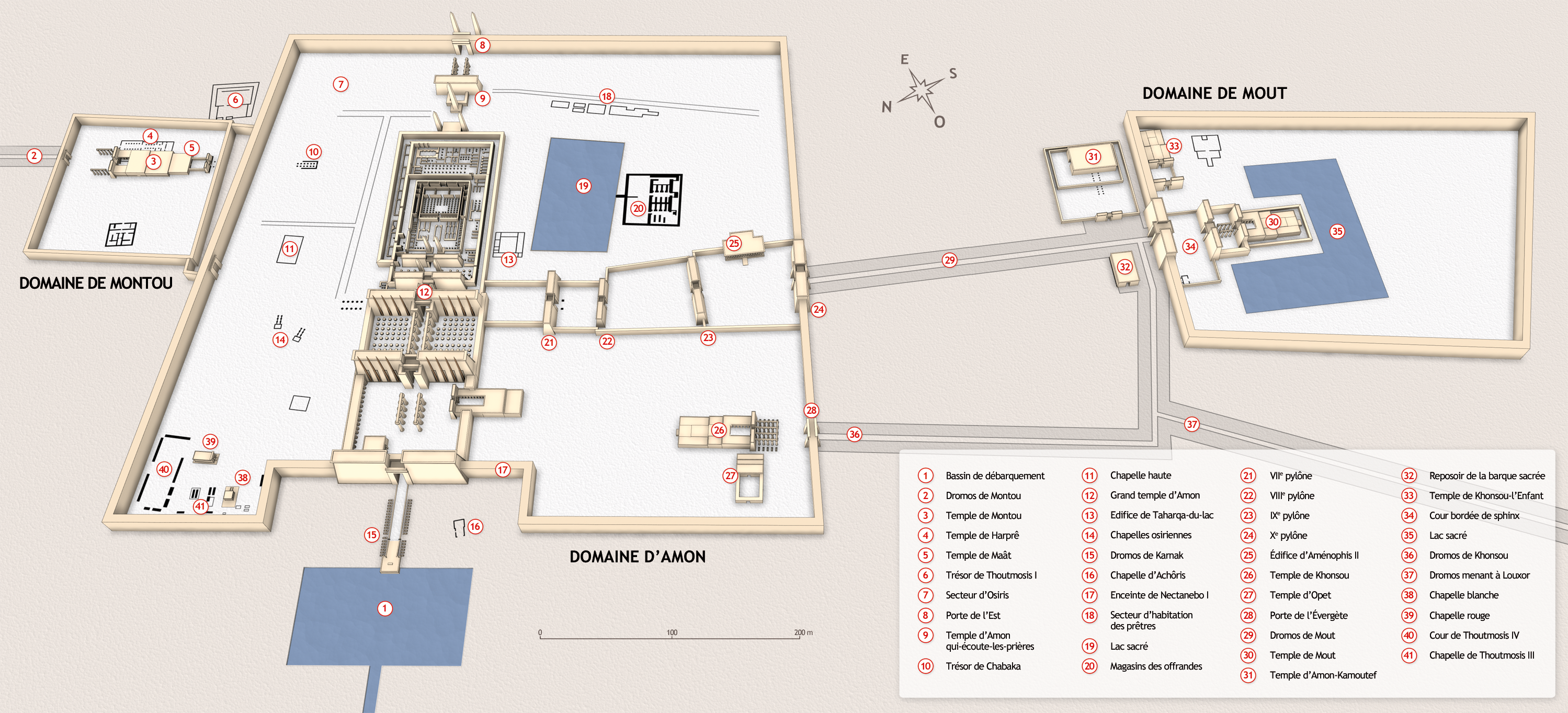
Mapa de Karnak, els números 2, 15, 29, 36 i 37 corresponen a dromos

L'Avinguda de les Esfinxs de Luxor (àrab: طريق الكباش, Ṭarīq al-Kibāx, ‘Camí dels Carners') és el dromos que uneix el Temple de Karnak amb l'antiga ciutat egípcia de Tebes, l'actual Luxor, amb esfinxs i estàtues amb cap de carner a tots dos costats dels seus 2,7 km de longitud.

## Història
La construcció de l'Avinguda de les Esfinxs començà durant l'Imperi Nou i es conclogué en el període tardà, durant el regnat del governant de la Dinastia XXX Nectabeu I (380-362 abans de la nostra era). Després la via restà enterrada sota les sorres durant segles.
En l'obra Description de l'Égypte (1809), l'Avinguda de les Esfinxs es descriu com de 2.000 m de llargada, vorejada per més de 600 estàtues.
Georges Daressy informava el 1893 que a Luxor aquest camí estava soterrat i no es podia pas excavar perquè era per sota del nivell de l'aigua subterrània, mentre que a Karnak hi havia un quilòmetre visible.
El primer rastre de l'avinguda (a Luxor) es va trobar al 1949 quan l'arqueòleg egipci Mohammed Zakaria Ghoneim descobrí vuit estàtues a prop del Temple de Luxor; més tard, es desenterraren 17 estàtues més entre el 1958 i el 1961, i altres 55 entre el 1961 i el 1964, totes en un perímetre de 250 m. Del 1984 al 2000 es va determinar tot el recorregut del camí. Les 1.057 estàtues originàries són al camí i es divideixen en tres formes:
- La primera forma és la de cos de lleó amb cap de carner, que s'alçaren en una àrea d'uns 300 m entre el Temple de Karnak i el de Mut durant el regnat de Tutankamon del Regne Nou.

- La segona forma és la de carner només, construïda en una àrea més remota durant la Dinastia XVIII d'Amenofis III, abans de ser traslladada al conjunt de Karnak.

- La tercera forma, que inclou la major part de les estàtues, és la d'esfinx, cos de lleó i cap humà: aquestes s'estenen al llarg d'una milla fins al Temple de Luxor.

## Renovació i reobertura
El 25 de novembre del 2021 es va obrir al públic l'avinguda, una volta concloses les obres de restauració que tardaren més de set dècades a completar-se. Els participants de la marxa duien vestits faraònics, una orquestra simfònica, efectes d'il·luminació, ballarins professionals, barques al Nil i carros de cavalls. Tres models de vaixells daurats d'estil faraònic dedicats a l'antic déu Sol Amon Ra, el déu de la lluna Khonsu i la dea mare Mut els transportaven portadors amb túniques negres amb or autèntic, rèpliques del que s'hauria usat per al mateix festival en l'antic Egipte. El president egipci Abdelfatah al-Sisi assistí a l'espectacle.
El mediàtic arqueòleg egipci Zahi Hawass anomenà Luxor «el major museu a l'aire lliure, el major jaciment arqueològic del món que conta la història d'Egipte des del 2000 abans de la nostra era, coneguda com la Dinastia XI, fins al període romà.»

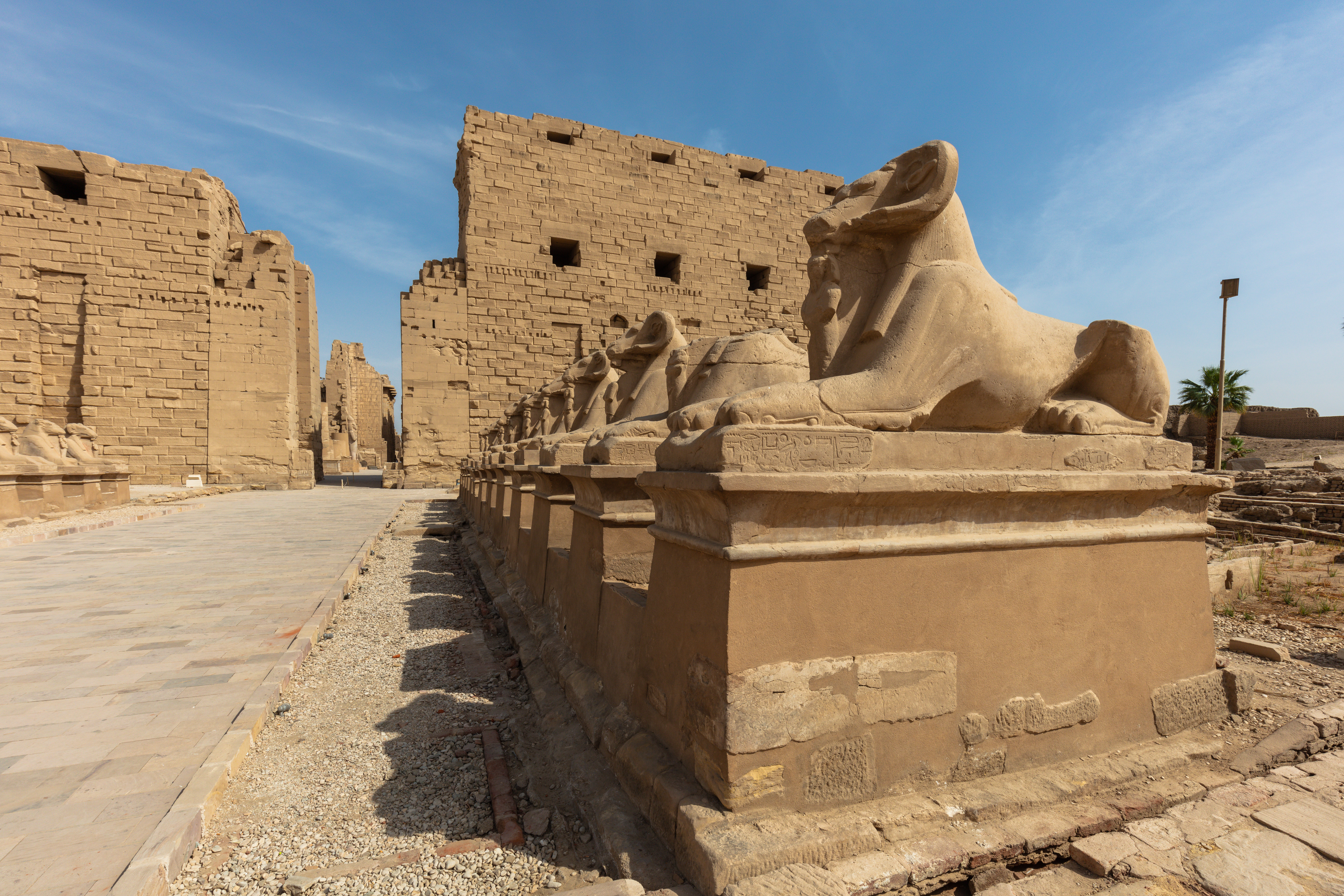
Carners prop del Temple de Karnak